# Выкупок

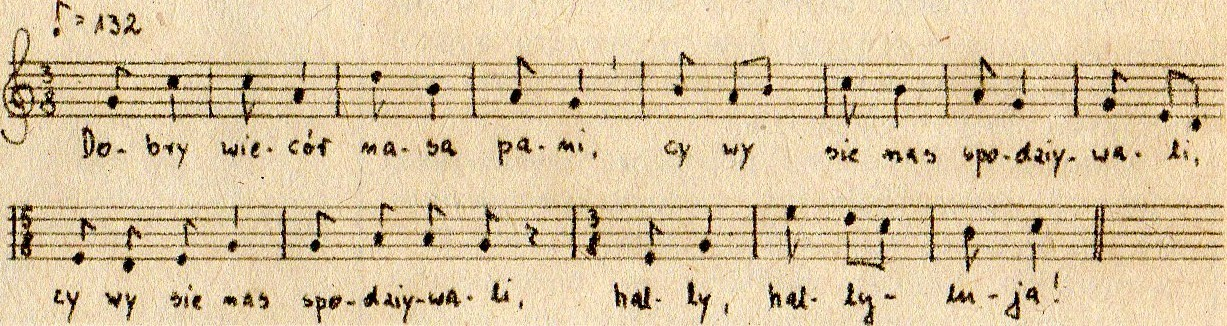
Мелодия песни, исполнявшейся во время обряда «выкупок»

Выку́пок (пол. Wykupek) — мазурский региональный пасхальный обходной обряд.
Обряд происходит из старой обрядовой формы — пасхального колядования. Обычно по деревням ходили две группы т. н. «выкупнёков»: детская и молодёжная (около 18—20 лет). Дети ритмично выкрикивали короткие рифмованные тексты, называемые «пшепро́сками» или «выро́цками». За продекламированный «выроцек» дети обычно получали «выкупок», а это чаще всего были крашеные яйца либо кусочки праздничного калача. Эта группа имела игровой характер. Обрядовый характер имели более старшие группы. Эти группы хозяева встречали внутри жилого дома. Репертуар более взрослых «выкупнёков» имел фиксированную форму:
- вопрос, могут ли они войти в дом (очень редко их не пускали в дом);
- исполнение местных песен с припевом «Халлы, халлылуйя», временами в репертуар включали и другие религиозные песни, например, «Весёлый нам день настал» (датируемая первой половиной XV века), или «Христос из мёртвых восстал» (датируемая XIV веком);
- «пшепросек» (текст различной продолжительности, который произносился перед хозяином дома: перечисление продовольственных запасов семьи, пожелания хорошего мужа для дочери и просьба выкупа)[1].

После получения выкупка (чаще всего крашеные яйца, праздничная выпечка, либо колбасы, изредка деньги) хозяев благодарили песней «Благодарность вам моя госпожа».
Колядование совершалось на второй день Пасхи с обеда до вечера, а иногда и всю ночь. Обходили все без исключения дома деревни.
В некоторых регионах выкупек соединяли с так называемым смага́ньем (пол. smaganie «стегание») — считалось, что дары защищали от порки розгами в Пасхальный понедельник.
Обычай выкупка сохранился по сей день в немногочисленных мазурских деревнях.
Обычай колядования в Пасхальный понедельник существует также в Чехии и Словакии.